# 邦比女子足球會

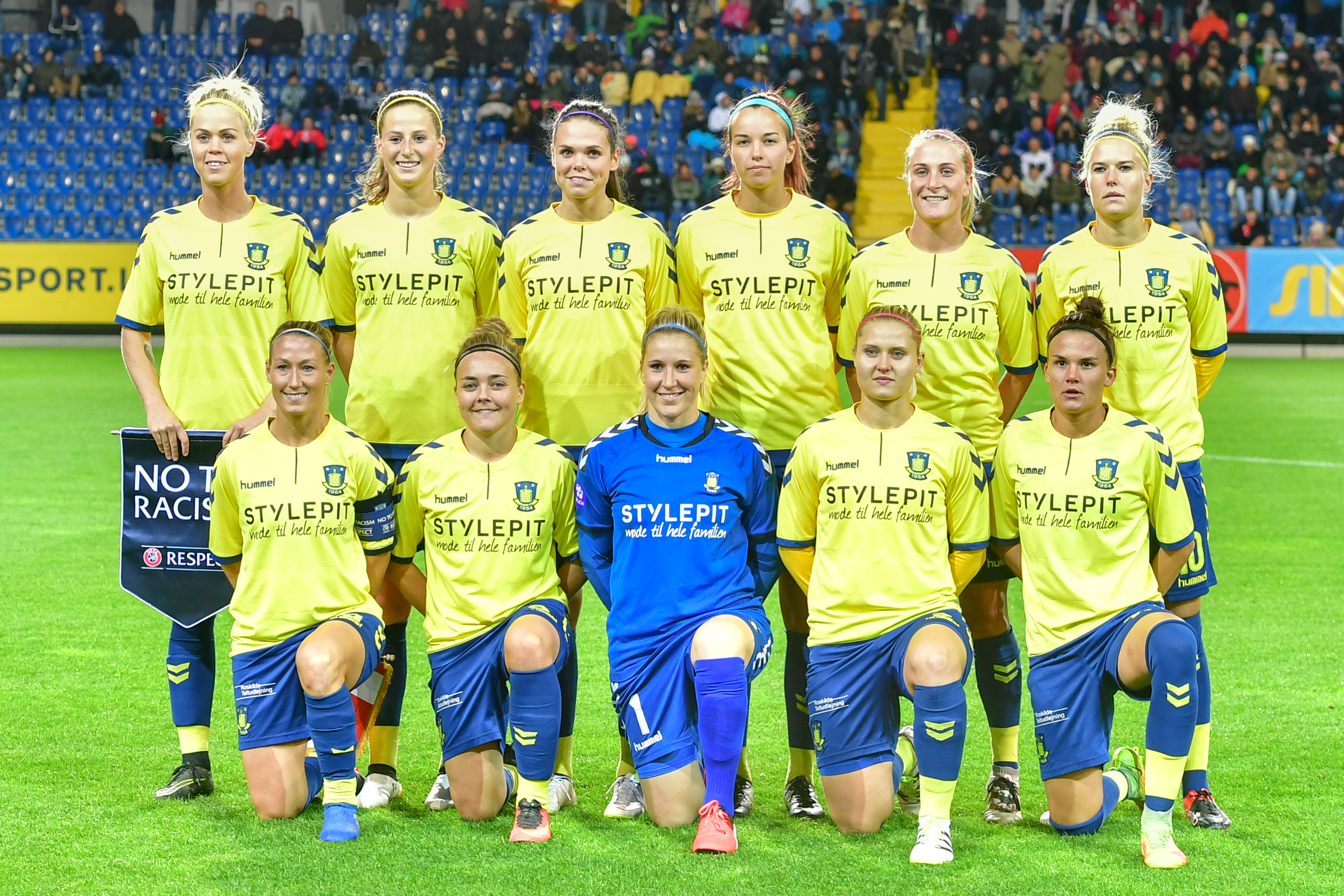
2016

邦比女子足球會（Brøndby IF）是一家丹麥的女子足球球會，位於邦比，是邦比足球會的女子隊。
邦比女足是丹麥其中一支最佳球隊，曾經六次贏得聯賽和五次盃賽冠軍。

## 榮譽
- 丹麥女子超級足球球賽（英语：Danish Women's League） (12)：[1] 2003, 2004, 2005, 2006, 2007, 2008, 2011, 2012, 2013, 2015, 2017, 2019
- 丹麥女子盃（英语：Danish Women's Cup） (11)：[2] 2004, 2005, 2007, 2010, 2011,[3] 2012, 2013, 2014, 2015, 2017, 2018

## 外部連結
- 官方網站